# 习见小厚大蛤
习见小厚大蛤（學名：Epicodakia divergens），又名小滿月蛤，是滿月蛤目满月蛤科厚大蛤亞科小厚大蛤屬的一种。

## 分佈
主要分布于台湾，常栖息在浅海的珊瑚沙底。